# Rebolera

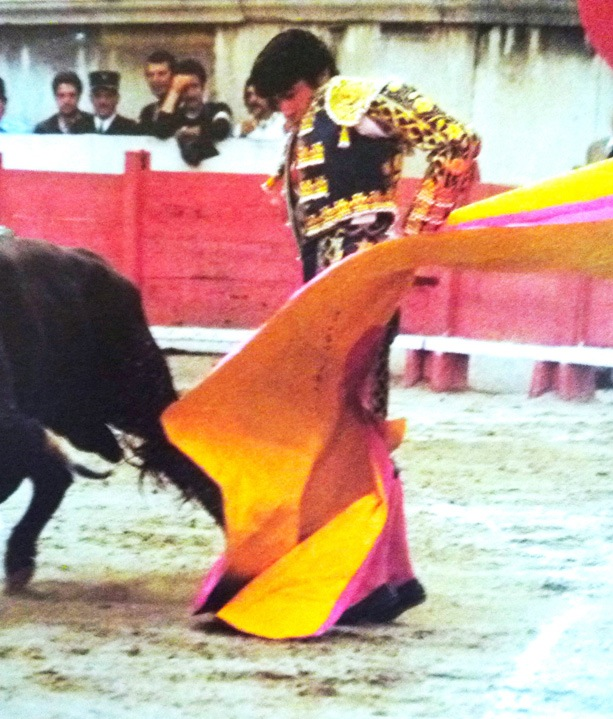
Rebolera

Dans le monde de la tauromachie, la rebolera  - ou revolera - est une passe de cape qui s'effectue d'une seule main pour terminer une série de lances.

## Description
Le torero fait voler la cape dans son dos tout en tournant sur lui-même. Il imprime ainsi à l'étoffe un mouvement tournant qui la soulève en la faisant onduler. Son vol s'arrête devant le mufle du taureau qui s'immobilise tandis que l'homme s'éloigne,.

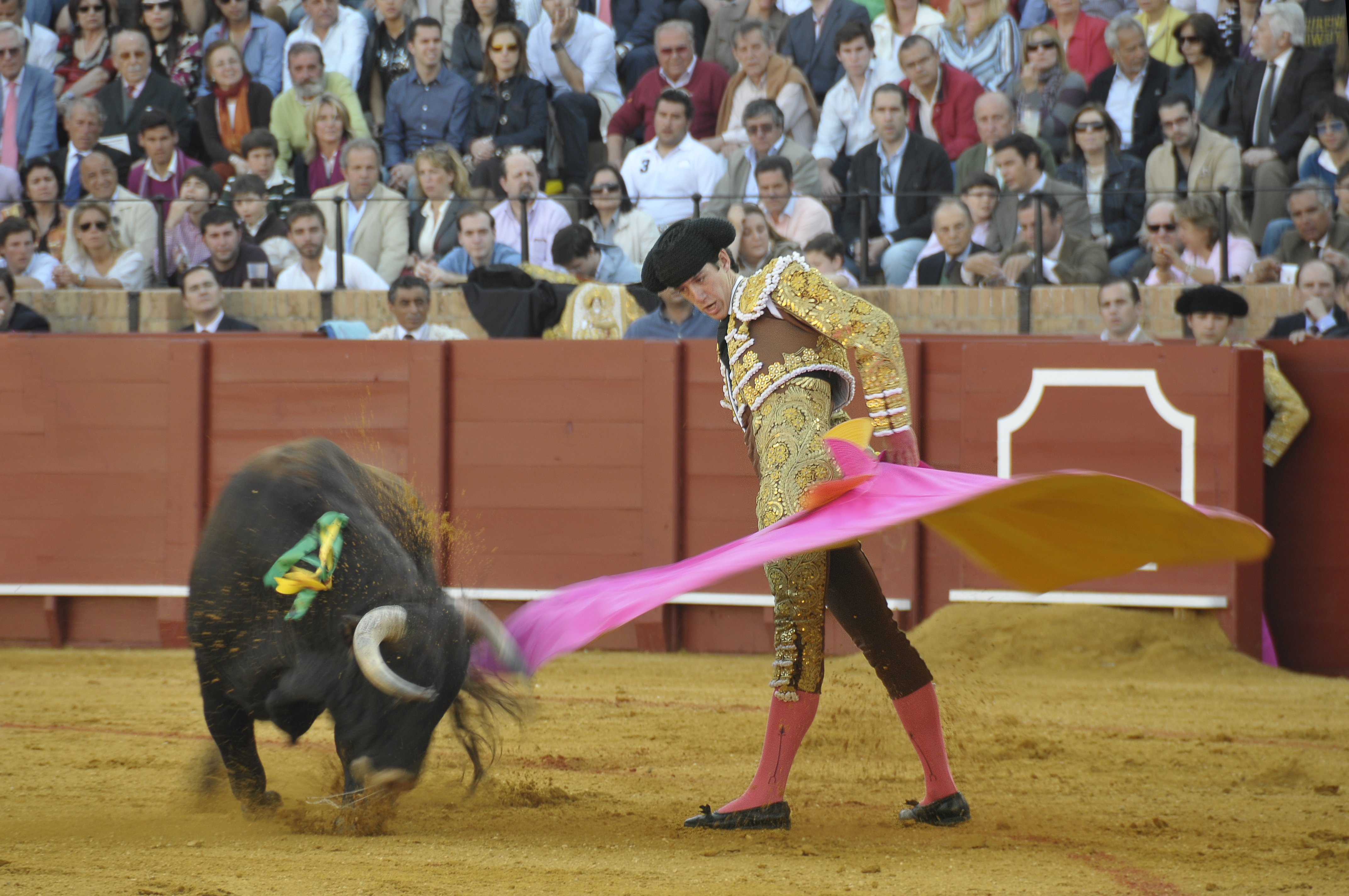
Crinolina à Séville en 2010

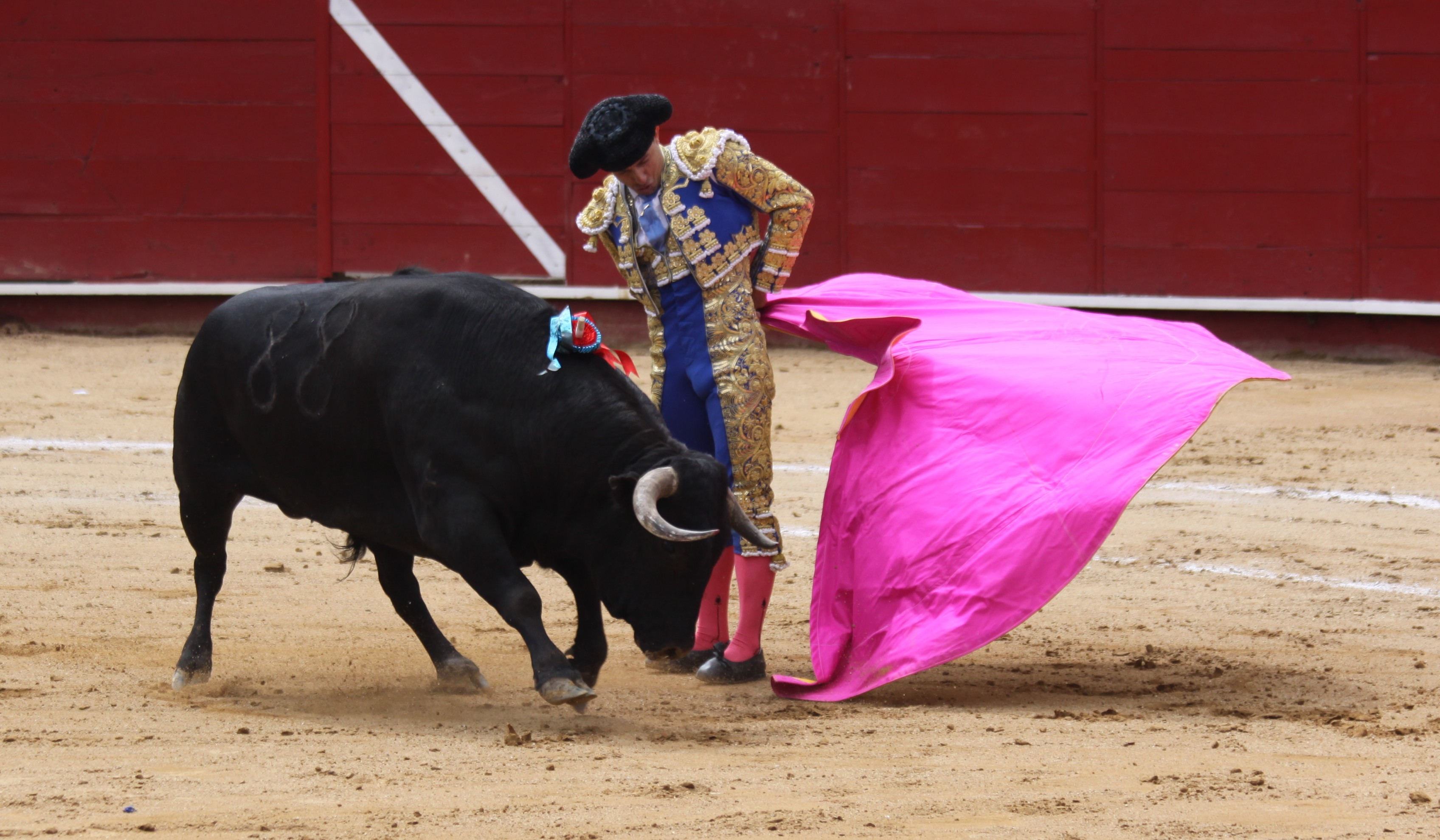
Rafaelillo réalisant une Rebolera

## Catégorie
La rebolera constitue un remate ou passe d'achèvement. Cette passe d'achèvement prend plusieurs formes aussi bien à la cape (demi-véronique, serpentina) qu'à la muleta (passe de poitrine, molinete, kikiriki).